# Zukunft am Ostkreuz

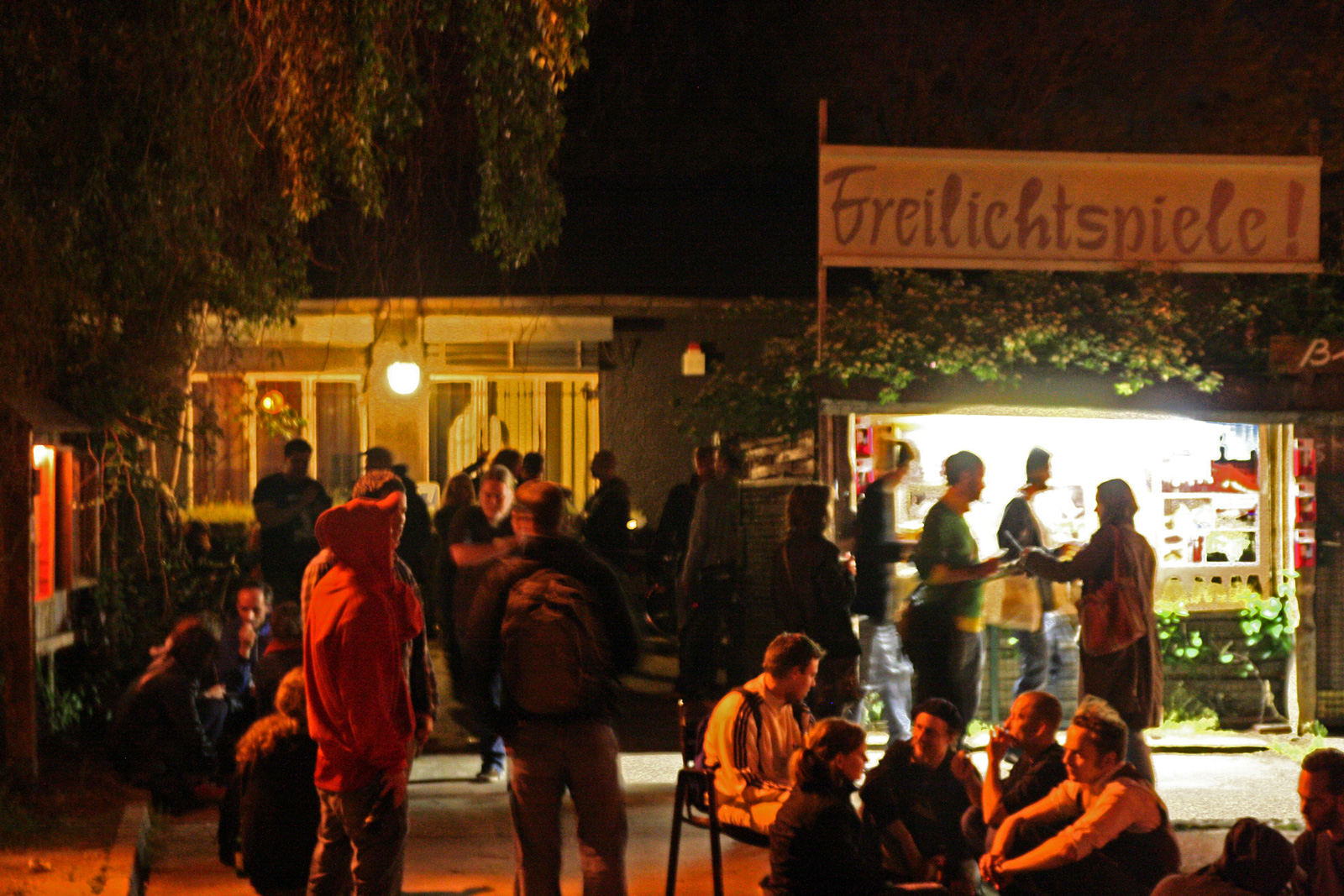
Zukunft am Ostkreuz: Eingangsbereich in der Laskerstraße – Walpurgisnacht 2014

Das Zukunft am Ostkreuz (Eigenschreibweise: ZUKUNFT am Ostkreuz) war ein Kunst- und Kulturzentrum im Berliner Stadtteil Friedrichshain – südlich vom Bahnhof Berlin Ostkreuz in der Laskerstraße und parallel zum Markgrafendamm gelegen – und bestand vom August 2011 bis zum 30. September 2023.

## Geschichte

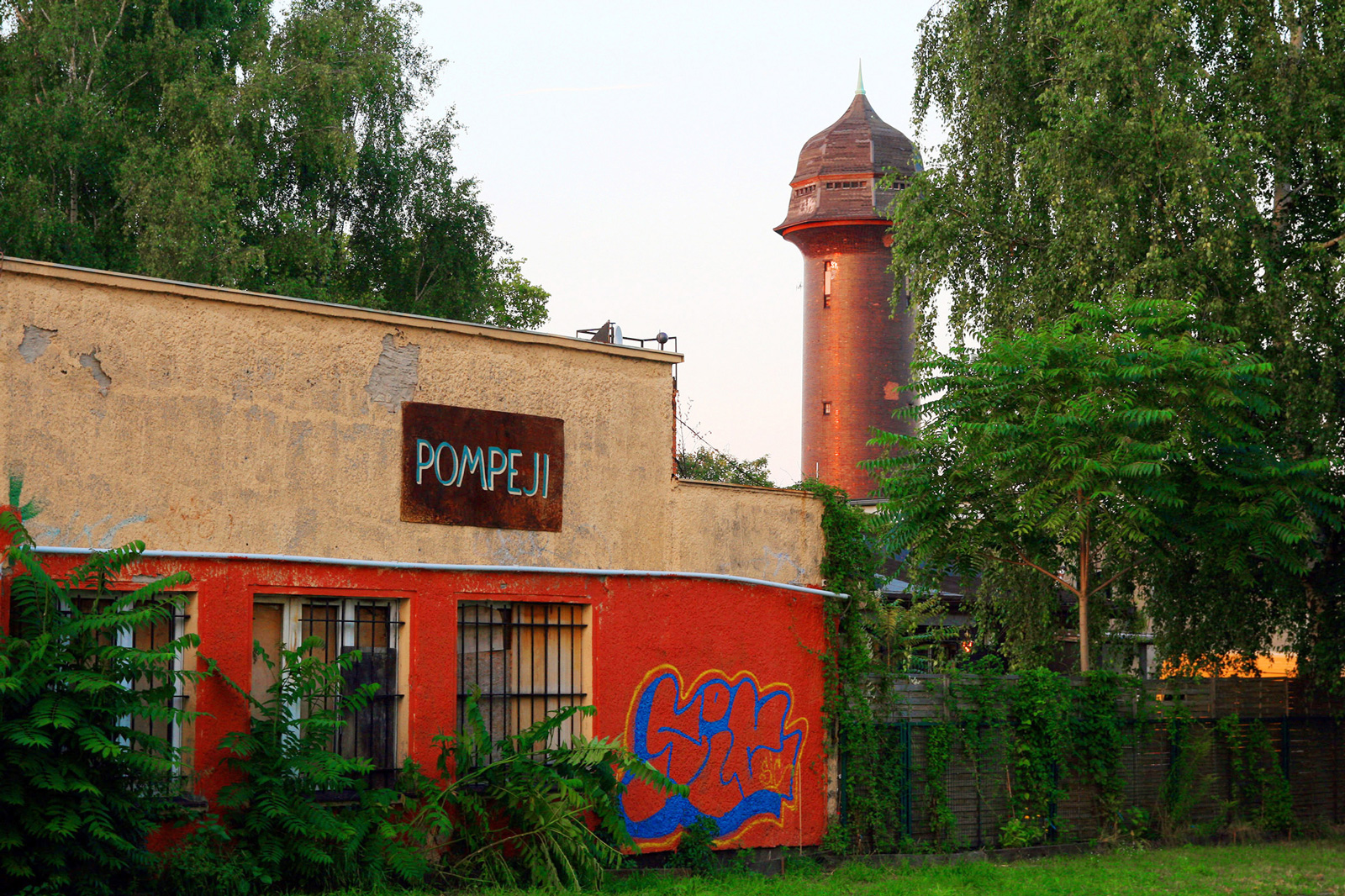
Freiluftkino Pompeji: Außenbereich in der Laskerstraße

Die nach dem jüdischen Juristen und Politiker Eduard Lasker benannte, parallel zur Eisenbahnlinie bis zum Markgrafendamm verlaufende lange Durchgangsstraße war von den Zerstörungen im Zweiten Weltkrieg durch Bomben und die Schlacht um Berlin massiv betroffen. Nach dem Wiederaufbau blieb nur noch ein Rumpfstück übrig, so dass die Laskerstraße heute gerade einmal 140 Meter lang ist.
Auf dem Gelände des heutigen Zukunft am Ostkreuz befand sich in der DDR ein großes Filmlager des Progress Film-Verleihs, in dem die Kopien der DEFA-Filme aufbewahrt wurden. Nach der Wende existierte das Filmlager noch einige Jahre bis zu seinem Umzug nach Berlin-Adlershof.
Danach stand das Objekt leer, bis am 23. März 2003 der Techno-Club Ministerium für Entspannung, kurz MfE, eröffnet wurde. Seine Popularität war so groß, dass sich bis heute Besucher des Zukunft nach dem MfE erkundigen. Die Clubaktivitäten fanden ein überraschendes Ende, als am 30. September 2009 gegen 19:38 Uhr Feueralarm bei der Berliner Feuerwehr gegeben wurde. Bei einem mehrstündigen Großbrand, der 130 Einsatzkräfte der Feuerwehr band, stürzte ein Teil des Daches ein.
Ende 2010 wurde ein Mitbetreiber der Tilsiter Lichtspiele auf das inzwischen verwahrloste Gelände aufmerksam und es entstand das Vorhaben, dort ein größeres Kulturgelände zu erschließen. Am 5. März 2011 kam es zum ersten Arbeitseinsatz mit Müllbeseitigung. Die ersten Filmvorstellungen gab es im Freiluftkino Pompeji, das im August 2011 eröffnet wurde und seinen Namen den Ruinen des vom Brand versehrten Gebäudeteils zu verdanken hat.
Im Winter 2011 fanden im Untergeschoss des Hauses Zukunft die ersten Konzerte im neu eingerichteten Musikclub Tiefgrund statt.
Am 6. Januar 2012 – zum Dreikönigstag – wurde der erste Saal des Kinos in Betrieb genommen, am 23. Februar 2012 folgte der zweite Saal.
Im Mai 2012 fand die erste Ausstellung in der Kunstgalerie Bildersaal Zukunft statt. Im Herbst 2013 hatte die erste Eigenproduktion im Theater Zukunft ihre Premiere. Und am 30. April 2014 präsentierte sich die Brauerei Zukunft mit einem Braufest im Waldgarten zum ersten Mal der Öffentlichkeit.

## Freiluftkino Pompeji

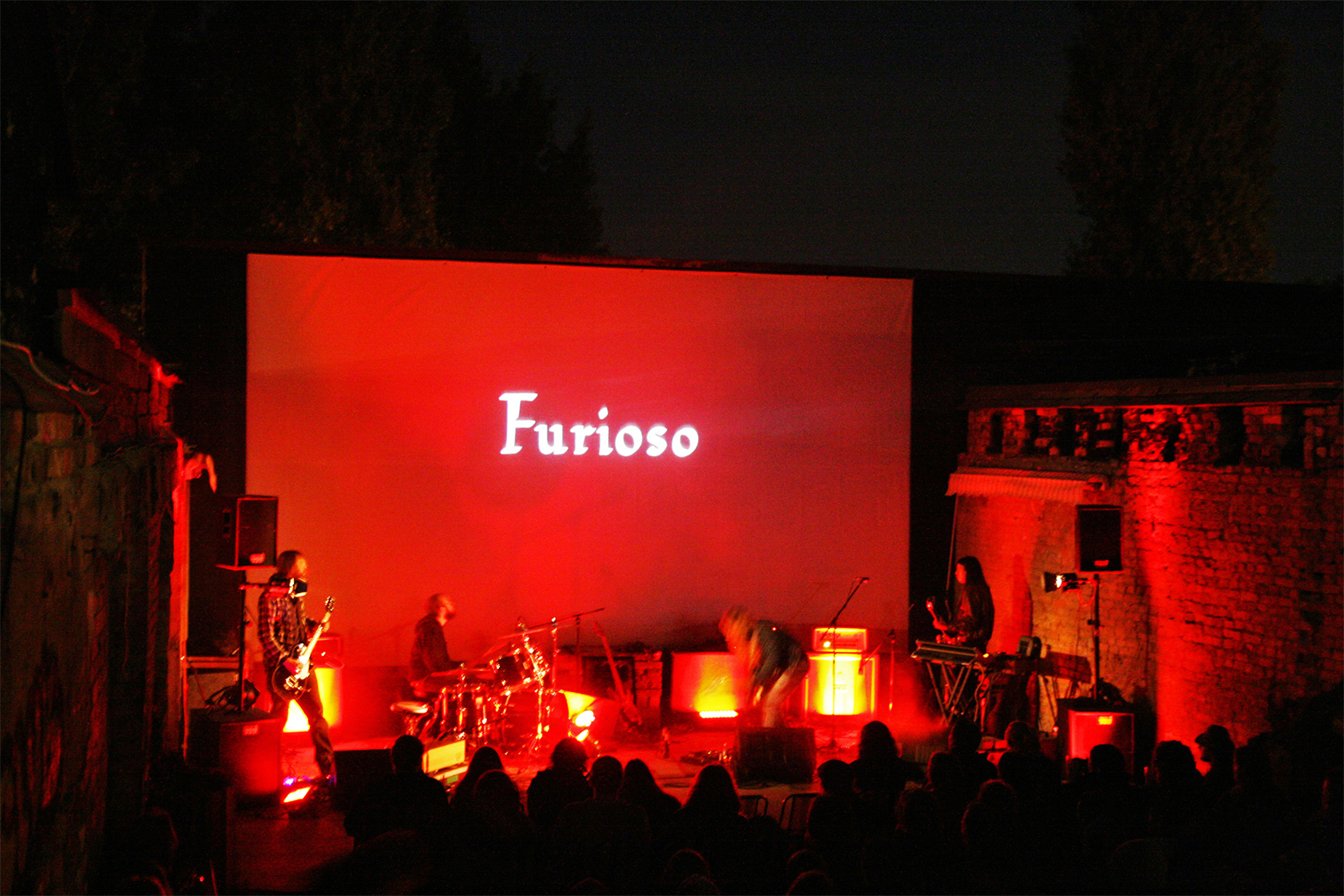
Freiluftkino Pompeji: Samsara Blues Experiment plays Metropolis

Eine architektonische Besonderheit des Freiluftkinos waren die Veränderungen durch den Großbrand Laskerstraße im Jahre 2009. Die vom Brand bis auf die unvermeidlichen Rauchschwärzungen nahezu unversehrten und nicht verputzten Ziegelwände werden gekrönt von zinnenartigen Auslassungen, die durch das Ausbrennen des Daches und der hölzernen Träger entstanden. Das Gesamtbild erinnerte stark an die Ausgrabungen in der antiken Stadt Pompeji, daher die Namensgebung für das Freiluftkino.
Unter dem Motto Live at Pompeji fanden auch Filmkonzerte statt. Zwei mittlerweile legendäre Filmkonzerte gab im September 2011 die Berliner Psychedelic- und Stoner-Rock-Band Samsara Blues Experiment zur Langfassung von Fritz Langs Metropolis.

## Theater Zukunft
Das im Haus Zukunft gelegene Theater feierte am 19. September 2013 seine erste Theaterpremiere mit der Eigenproduktion Labyrinth nach einem Theaterstück von Reiner Groß und unter der Regie von Kai Lange. Vom selben Autoren/Regie-Duo stammt auch die zweite hauseigene Theaterproduktion Das kurze Leben.

## Bildersaal Zukunft
Seit der Eröffnung im Mai 2012 fanden in den ca. 90 m² großen Kunsträumlichkeiten des Bildersaals im Haus Zukunft monatlich wechselnde Ausstellungen mit Malereien, Zeichnungen, Grafiken, Fotografien und Installationen statt. Bei der Auswahl der Themen und künstlerischen Gestaltungsmittel wurde vom verantwortlichen Kurator auf Abwechslung und Vielfalt, aber auch auf eine besondere künstlerische Perspektive großen Wert gelegt.

## Brauerei Zukunft

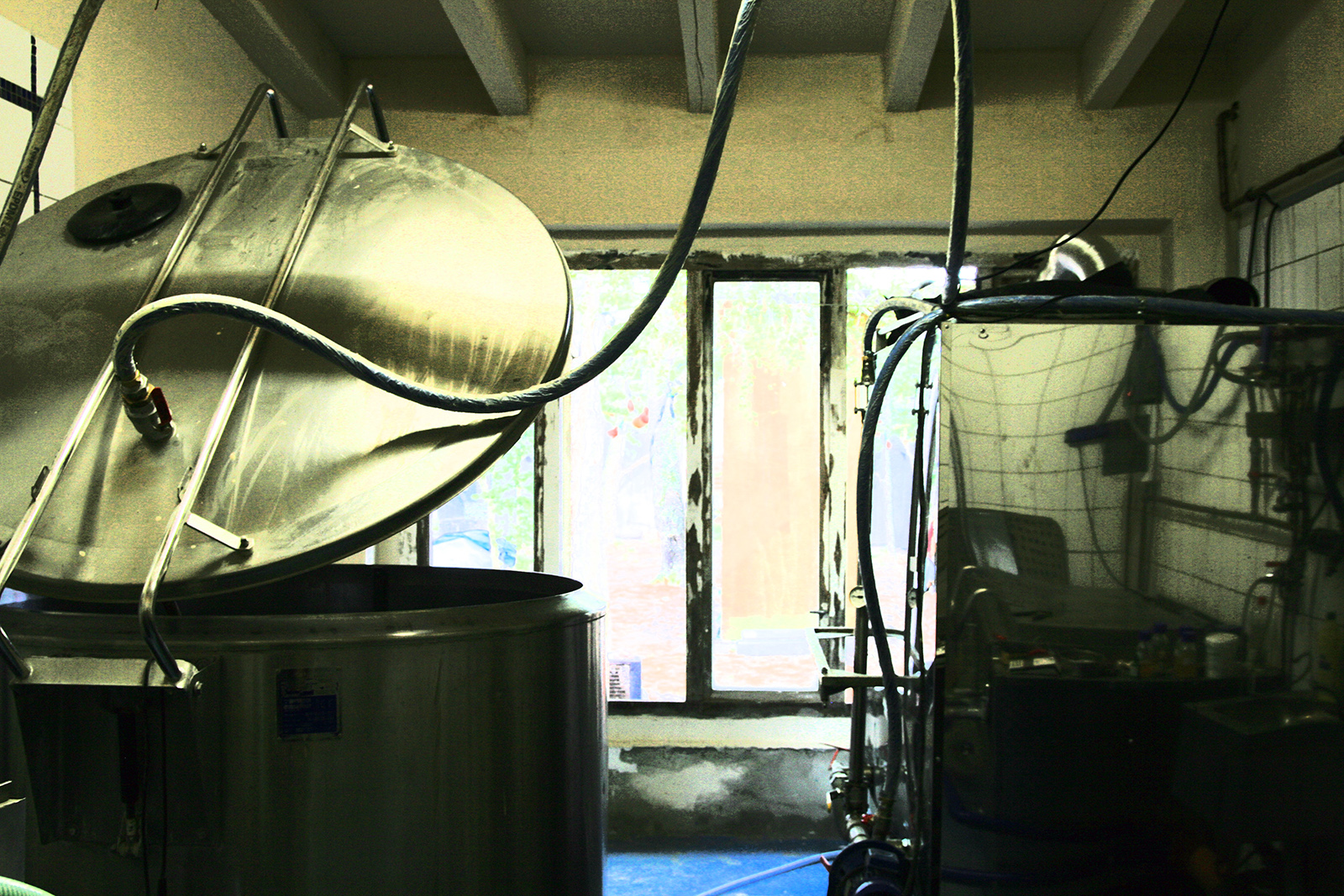
Kesselraum in der Brauerei Zukunft

Im Waldgarten nahm im April 2014 die kleine Brauerei Zukunft ihren Betrieb auf. Hier wurden ungefilterte und naturtrübe Biersorten gebraut, mit denen das Haus Zukunft versorgt wurde. Zum Sortiment gehörten zwei Standard-Sorten, ein Helles mit dem Namen Goldene Zukunft und ein Dunkles unter der Bezeichnung Dunkle Zukunft. Beide Sorten können als leicht und bekömmlich charakterisiert werden.
Der Braumeister hatte die robuste Brauanlage komplett selbst zusammen gebaut. Der Kesselraum der Brauerei war durch ein großes Schaufenster vom Waldgarten her einsehbar. 

## Jazzbar Zukunft
Jazzbar Zukunft war der Titel einer festen Veranstaltungsreihe in der Kinobar. Seit 2012 fanden jeden Mittwochabend Jazz-Konzerte mit internationalen Jazz-Musikern statt, mit denen die ganze musikalische Vielfalt des Genres erkundet wurde. 

## TIEF (früher Tiefgrund – The Small Venue)
Der im Untergeschoss des Hauses Zukunft gelegene Musikclub veranstaltete seit Ende 2011 Konzerte. Seitdem erhielt der Tiefgrund in der Berliner Musikszene als The Small Venue For Advanced Rock'n'Roll & Exciting Electronica wegen der Vielfalt seines Programms und der authentischen Atmosphäre besondere Aufmerksamkeit. Die hier auftretenden Bands kamen aus der ganzen Welt, von Amerika bis Russland und Japan, und zogen dementsprechend ein internationales Publikum an.

## Waldgarten

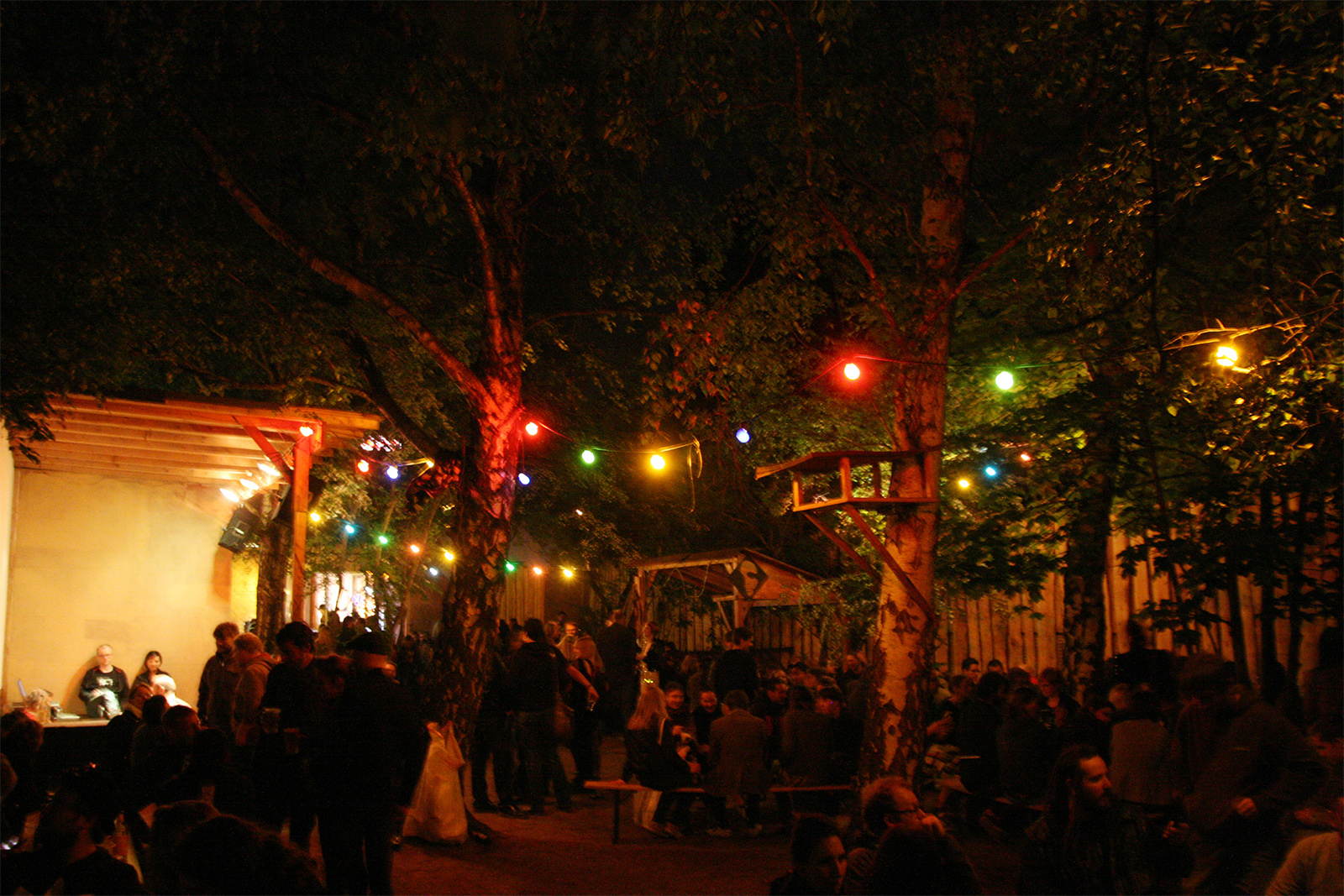
Braufest im Waldgarten April 2014

Der von Bäumen bewachsene Garten befindet sich an der Rückseite des Hauses Zukunft, an der Industriestraße zwischen dem Zukunft und dem Veranstaltungsort About Blank. 